# Louis-Amable Jetté

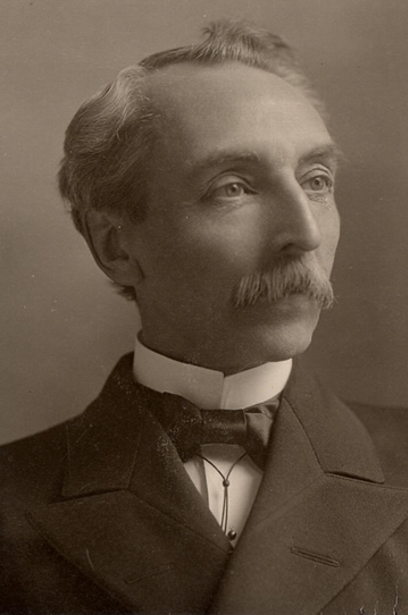
Louis-Amable Jetté

Sir Louis-Amable Jetté, KCMG, QC (* 15. Januar 1836 in L’Assomption, Niederkanada; † 5. Mai 1920 in Québec) war ein kanadischer Politiker, Richter und Rechtswissenschaftler. Er war von 1873 bis 1878 liberaler Abgeordneter im Unterhaus, von 1898 bis 1908 amtierte er als Vizegouverneur der Provinz Québec.

## Biografie
Jetté studierte Recht an der Université Laval in Montreal und erhielt 1857 die Zulassung als Rechtsanwalt. Er arbeitete in den Kanzleien der Senatoren Hector Fabre und Frédéric-Liguori Béique. Als Kandidat der Liberalen Partei Kanadas trat er zur Unterhauswahl 1872 an und setzte sich im Wahlbezirk Montréal-Est gegen den konservativen Verteidigungsminister George-Étienne Cartier durch. Zwei Jahre später gelang ihm die Wiederwahl.
1878 strebte Jetté keine Wiederwahl an und trat als Abgeordneter zurück, woraufhin er zum Richter am Obersten Gerichtshof der Provinz Québec ernannt wurde. Im selben Jahr übernahm er an der Université Laval einen Lehrstuhl für Zivilrecht. Ab 1890 war er Dekan der Rechtsfakultät dieser Universität. Generalgouverneur Lord Aberdeen vereidigte ihn am 1. Februar 1898 als Vizegouverneur von Québec. Dieses repräsentative Amt übte er bis zum 15. September 1908 aus. Anschließend war er bis 1911 wiederum als Richter tätig.

## Nachwirkung
Die kanadische Regierung, vertreten durch den für das Historic Sites and Monuments Board of Canada zuständigen Minister, ehrte  Jetté am 16. Mai 1945 für sein Wirken und erklärte ihn zu einer „Person von nationaler historischer Bedeutung“.